# Ижемский район
Ижемский район (коми Изьва район) — административно-территориальная единица и муниципальное образование (муниципальный район) в составе Республики Коми Российской Федерации.
Административный центр — село Ижма.

## География
Расположен в северо-западной части республики. Граничит с Усть-Цилемским, Усинским, Сосногорским и Печорским адм. районами и территорией Ухтинского городского округа. Расстояние от райцентра до г. Сыктывкара — 544 км, до ближайшей железнодорожной станции Ираёль — 102 км.
Ижемский район относится к районам Крайнего Севера.
Рельеф равнинный, большую часть территории занимает Печорская низменность.
Климат характеризуется холодной продолжительной зимой и умеренно теплым летом с благоприятными световыми условиями. Средняя температура января: −18 °C, июля: +15 °C. Среднегодовое количество осадков составляет 400—500 мм. Это один из самых холодных и сезонно контрастных районов Коми из-за своего центрального континентального нахождения, абсолютный минимум температуры Ижемского района не превышает -56-57 С, что лишь несколько выше востока Вуктыльского района и второе место по Республике а годовой перепад температур по одной и той же точке местами достигал почтр 94 С. Летом местами возможна жара до +38 что по абсолютному максимуму делает район идентичным Москве и югу Швеции, а атмосферных осадков за год выпадает несколько меньше остальной Коми, самая низкая температура Ижемского района примерно такая же как и на северо-востоке Томской области и сопоставимо с центральной Сибирью.
Речная сеть: среднее течение реки Печоры и её приток река Ижма.
Полезные ископаемые
Полезные ископаемые: минеральные краски, горючие сланцы (Айювинское месторождение), нефть, бокситы на границе с Усть-Цилемским районом.
Растительный и животный мир
Лес преимущественно еловый. Встречаются сосна и лиственница. Много лугов, особенно в низовьях реки Ижма. Леса богаты грибами, голубикой, брусникой, черникой, на болотах растут клюква и морошка, на заливных лугах чёрная и красная смородина. Обитают обычные животные таежной зоны (белка, заяц, куница, росомаха, лось, глухарь, тетерев, горностай и др). В водоёмах водятся ценные породы рыб: сёмга, нельма, омуль, пелядь и др.

## История
Район образован 15 июля 1929 года в составе АО Коми (Зырян) Северного края. 5 марта 1936 года район вошёл в состав Печорского округа АО Коми (Зырян).

## Население
| 2002    | 2009    | 2010    | 2011    | 2012    | 2013    | 2014    | 2015    | 2016    |
| ------- | ------- | ------- | ------- | ------- | ------- | ------- | ------- | ------- |
| 21 511  | ↘19 671 | ↘18 771 | ↘18 636 | ↘18 155 | ↘17 929 | ↘17 716 | ↘17 634 | ↘17 557 |
| 2017    | 2018    | 2019    | 2020    | 2021    | 2024    |         |         |         |
| ↘17 410 | ↘17 297 | ↘17 129 | ↘17 009 | ↘16 469 | ↘16 187 |         |         |         |

### Национальный состав
По переписи 2010 года:  
- Всего — 18771 чел.
- коми — 16621 чел. (88,9 %),
- русские — 1810 чел. (9,7 %),
- украинцы — 124 чел. (0,7 %)
- указавшие национальность — 18689 чел. (100,0 %).

По итогам переписи населения 2020 года проживали следующие национальности (национальности менее 0,1 % и другое, см. в сноске к строке «Другие»):
| Национальность | Численность, чел. | Доля     |
| -------------- | ----------------- | -------- |
| Коми           | 14 389            | 87,37 %  |
| Русские        | 1809              | 10,98 %  |
| Украинцы       | 54                | 0,33 %   |
| Другие         | 217               | 1,32 %   |
| Итого          | 16 469            | 100,00 % |

## Административно-территориальное устройство
Административно-территориальное устройство, статус и границы Ижемского района установлены Законом Республики Коми от 6 марта 2006 года № 13-РЗ «Об административно-территориальном устройстве Республики Коми»
Район включает 10 административных территорий:
| №  | Административная территория                                  | Административный центр | Населённые пункты                                                                                  | Количество населённых пунктов |
| -- | ------------------------------------------------------------ | ---------------------- | -------------------------------------------------------------------------------------------------- | ----------------------------- |
| 1  | село Брыкаланск с подчиненной ему территорией                | село Брыкаланск        | село Брыкаланск, деревня Чика                                                                      | 2                             |
| 2  | село Ижма с подчиненной ему территорией                      | село Ижма              | село Ижма, деревня Константиновка, деревня Ласта                                                   | 3                             |
| 3  | село Кельчиюр с подчиненной ему территорией                  | село Кельчиюр          | село Кельчиюр, деревня Большое Галово, деревня Васильевка, деревня Малое Галово, деревня Усть-Ижма | 5                             |
| 4  | село Кипиево с подчиненной ему территорией                   | село Кипиево           | село Кипиево, деревня Чаркабож                                                                     | 2                             |
| 5  | село Краснобор с подчиненной ему территорией                 | село Краснобор         | село Краснобор, деревня Вертеп, деревня Диюр, деревня Пустыня, посёлок Ыргеншар                    | 5                             |
| 6  | село Мохча с подчиненной ему территорией                     | село Мохча             | село Мохча, деревня Гам, деревня Косъёль, деревня Мошъюга, деревня Щель                            | 5                             |
| 7  | село Няшабож с подчиненной ему территорией                   | село Няшабож           | село Няшабож, деревня Пиль-Егор                                                                    | 2                             |
| 8  | село Сизябск с подчиненной ему территорией                   | село Сизябск           | село Сизябск, деревня Бакур, деревня Брыка, деревня Варыш, деревня Ёль, деревня Черноборская       | 6                             |
| 9  | посёлок сельского типа Том с подчиненной ему территорией     | посёлок Том            | посёлок Том, посёлок Койю, деревня Картаёль                                                        | 3                             |
| 10 | посёлок сельского типа Щельяюр с подчиненной ему территорией | посёлок Щельяюр        | посёлок Щельяюр                                                                                    | 1                             |

## Муниципально-территориальное устройство
В Ижемский муниципальный район входит 10 сельских поселений:
| №     | Муниципальное образование | Административный центр | Количество населённых пунктов | Население (чел.) | Площадь (км²) |
| ----- | ------------------------- | ---------------------- | ----------------------------- | ---------------- | ------------- |
| 1e-06 | Сельское поселение:       |                        |                               |                  |               |
| 1     | Брыкаланск                | село Брыкаланск        | 2                             | ↘747             | 2,09          |
| 2     | Ижма                      | село Ижма              | 3                             | ↗4273            | 9,32          |
| 3     | Кельчиюр                  | село Кельчиюр          | 5                             | →1404            | 4,36          |
| 4     | Кипиево                   | село Кипиево           | 2                             | ↘681             | 2,15          |
| 5     | Краснобор                 | село Краснобор         | 5                             | ↘1906            | 4,36          |
| 6     | Мохча                     | село Мохча             | 5                             | ↘1700            | 1357,53       |
| 7     | Няшабож                   | село Няшабож           | 2                             | ↗587             | 1,16          |
| 8     | Сизябск                   | село Сизябск           | 6                             | ↘2012            | 7,36          |
| 9     | Том                       | посёлок Том            | 3                             | ↘982             | 10,54         |
| 10    | Щельяюр                   | посёлок Щельяюр        | 1                             | ↘2177            | 7,13          |

## Населённые пункты
В Ижемском районе 34 населённых пункта
| №  | Населённый пункт | Тип     | Население | Сельское поселение |
| -- | ---------------- | ------- | --------- | ------------------ |
| 1  | Бакур            | деревня | 452       | Сизябск            |
| 2  | Большое Галово   | деревня | 271       | Кельчиюр           |
| 3  | Брыка            | деревня | 26        | Сизябск            |
| 4  | Брыкаланск       | село    | 585       | Брыкаланск         |
| 5  | Варыш            | деревня | 399       | Сизябск            |
| 6  | Васильевка       | деревня | 9         | Кельчиюр           |
| 7  | Вертеп           | деревня | 600       | Краснобор          |
| 8  | Гам              | деревня | ↘514      | Мохча              |
| 9  | Диюр             | деревня | 623       | Краснобор          |
| 10 | Ёль              | деревня | 50        | Сизябск            |
| 11 | Ижма             | село    | ↗3917     | Ижма               |
| 12 | Картаёль         | деревня | 335       | Том                |
| 13 | Кельчиюр         | село    | 399       | Кельчиюр           |
| 14 | Кипиево          | село    | ↘773      | Кипиево            |
| 15 | Койю             | посёлок | ↘319      | Том                |
| 16 | Константиновка   | деревня | 90        | Ижма               |
| 17 | Косъёль          | деревня | 27        | Мохча              |
| 18 | Краснобор        | село    | 625       | Краснобор          |
| 19 | Ласта            | деревня | 286       | Ижма               |
| 20 | Малое Галово     | деревня | 276       | Кельчиюр           |
| 21 | Мохча            | село    | 1046      | Мохча              |
| 22 | Мошъюга          | деревня | 342       | Мохча              |
| 23 | Няшабож          | село    | ↘614      | Няшабож            |
| 24 | Пиль-Егор        | деревня | 96        | Няшабож            |
| 25 | Пустыня          | деревня | 110       | Краснобор          |
| 26 | Сизябск          | село    | ↘1133     | Сизябск            |
| 27 | Том              | посёлок | 740       | Том                |
| 28 | Усть-Ижма        | деревня | 529       | Кельчиюр           |
| 29 | Чаркабож         | деревня | 136       | Кипиево            |
| 30 | Черноборская     | деревня | 15        | Сизябск            |
| 31 | Чика             | деревня | 309       | Брыкаланск         |
| 32 | Щель             | деревня | 56        | Мохча              |
| 33 | Щельяюр          | посёлок | ↘2177     | Щельяюр            |
| 34 | Ыргеншар         | посёлок | 200       | Краснобор          |

## Руководство
Руководители администрации
- с марта 2007 года — Дитятев, Петр Николаевич[27]
- с 2011 года — Норкин, Игорь Викторович[28]
- с 17 ноября 2015 года — Терентьева Любовь Ивановна[29]

Председатели Совета депутатов, глава муниципального района
- с марта 2003 года — Братенков Николай Терентьевич
- с 2007 года — Артеев Анатолий Иванович[27]
- с 8 апреля 2011 года — Терентьев, Андрей Алексеевич[28]
- c 6 октября 2015 года — Артеева Татьяна Владимировна[30].

## Экономика
Основа экономики — заготовка леса, имеются также предприятия животноводства. Сеть автомобильных дорог имеет протяженность 533 км, из них 157 км. (29 %) — с твёрдым покрытием.

## Археология
На территории Ижемского района, в глубине 14-метровой боровой террасы реки Ижмы (бассейн Печоры), находится неолитическая (первая половина III тысячелетия до н. э.) стоянка Черноборская III, являющаяся эпонимной для памятников черноборского типа с накольчатой керамикой европейского северо-востока (стоянки Прилукская и Явроньга II в бассейне Северной Двины, Конещелье на Мезени, Синдорское озеро II и Вис II на средней Вычегде, Ревью I, Эньты I (ранний комплекс), Чёрная Вадья, Кочмас А на нижней Вычегде и др.).

## Известные жители
В селе Мохча Ижемского района родилась четырёхкратная олимпийская чемпионка, лыжница Раиса Сметанина.